# Paul Cowan
Paul Cowan, né à Montréal et résidant à Westmount, au Québec, est un cinéaste canadien.

## Biographie
Paul Cowan est marié à une personnalité de la chaîne de radio (CBC), Katie Malloch (en).

## Carrière
Paul Cowan a passé la majeure partie de sa carrière à l'Office national du film du Canada, qu'il quitte en 2009.
Il est le réalisateur de film documentaire, Edmonton... et comment s'y rendre (1979), film officiel des Jeux du Commonwealth de 1978, nommé pour l'Oscar du meilleur film documentaire (52e cérémonie des Oscars). Il réalise en 1983 la docu-fiction controversée The Kid Who Couldn't Miss (en). Il est également directeur de la photographie de Flamenco à 5 h 15, oscarisé en 1984 (56e cérémonie des Oscars).

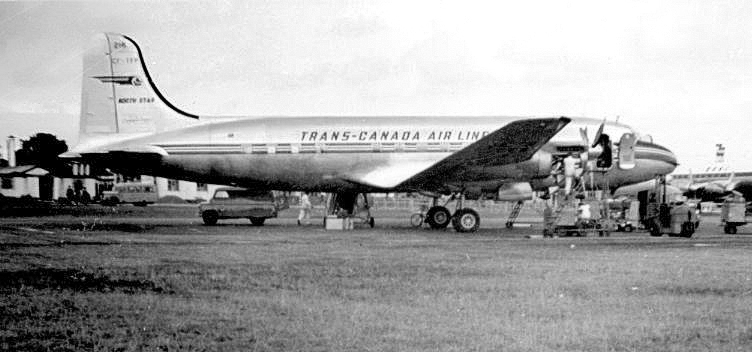
Un appareil de type DC-4M-2 North Star de la Trans-Canada Airlines à Heathrow en 1951, semblable à celui dont traite le documentaire The Crash of Flight 810.

Paul Cowan réalise en 2012 le documentaire The Crash of Flight 810, un des huit documentaires de la série Engraved on a Nation de The Sports Network (TSN) célébrant la 100e Coupe Grey. Ce film traite de l'accident du vol 810 de Trans-Canada Air Lines (en) qui s'est écrasé en 1956 sur les monts Slesse (en) en Colombie-Britannique et qui a causé la mort des 62 personnes à bord, dont cinq joueurs de football de retour du match annuel East-West All-Star Game, et de son impact sur les familles des joueurs et le football canadien.
En 2014, il co-réalise le documentaire Les 18 Fugitives avec l'artiste palestinien Amer Shomali, consacré aux efforts de la ville palestinienne de Beit Sahour pour établir une industrie laitière indépendante au cours de la première Intifada. La première du film s'est déroulée au Festival international du film de Toronto 2014.

## Filmographie
- 1975 : Descent
- 1976 : Coaches
- 1977 : I'll Go Again

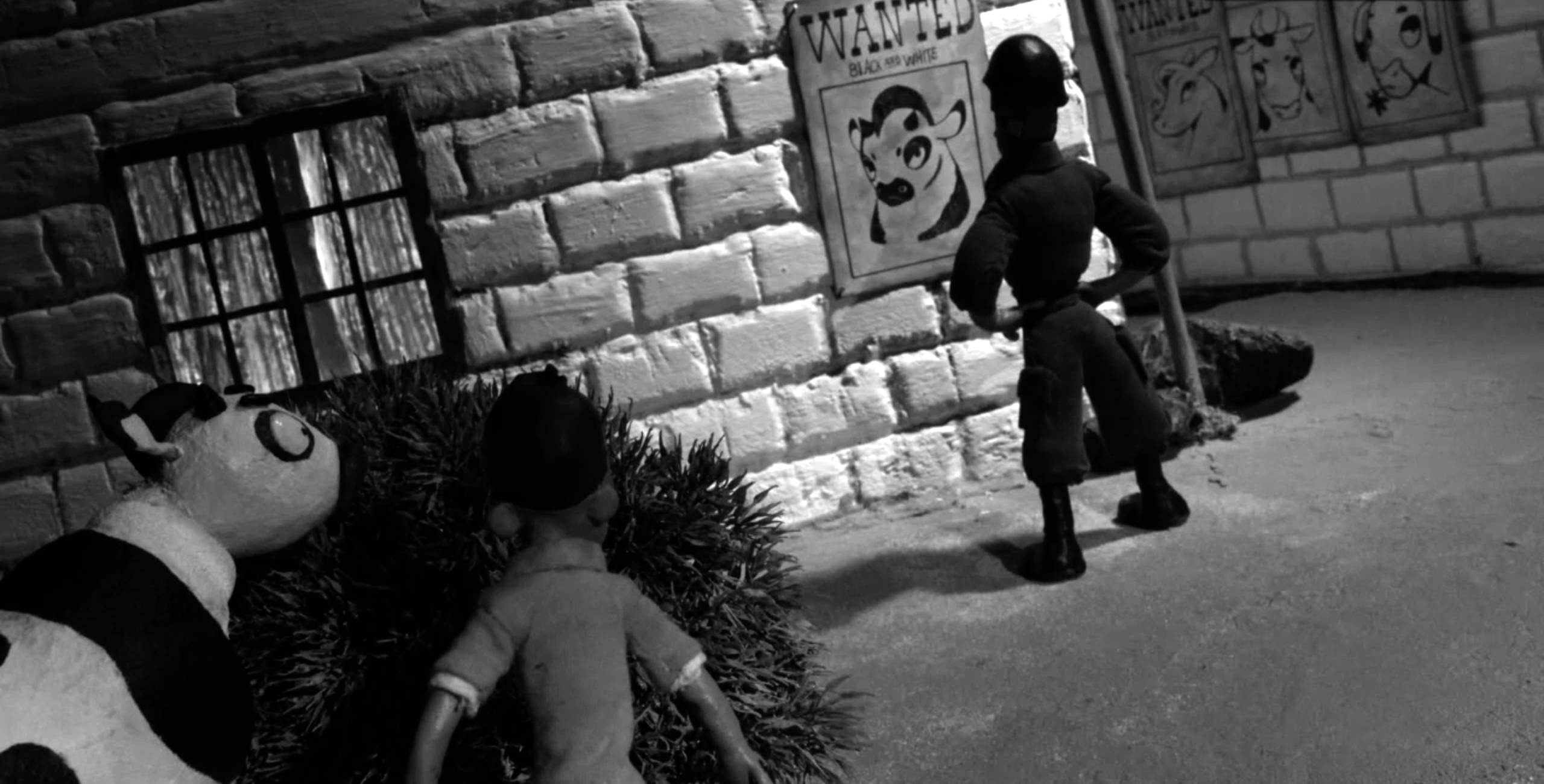
Image du film Les 18 Fugitives.

- 1979 : Edmonton... et comment s'y rendre (Going the Distance), un documentaire sur les Jeux du Commonwealth de 1978 de 1978
- 1980 : Coming Back Alive
- 1980 : Stages
- 1981 : Where the Buoys Are
- 1983 : Anybody's Son Will Do
- 1983 : The Deadly Game of Nations
- 1983 : The Kid Who Couldn't Miss
- 1984 : Democracy on Trial: The Morgentaler Affair
- 1986 : At the Wheel: After the Crash
- 1986 : At the Wheel: Under the Influence
- 1986 : No Accident
- 1988 : See No Evil
- 1989 : Justice Denied
- 1992 : Double or Nothing: The Rise and Fall of Robert Campeau
- 1995 : Lessons
- 2000 : Give Me Your Soul...
- 2001 : Westray, sur la catastrophe de la mine Westray
- 2005 : Le prix de la paix (en)
- 2009 : Paris 1919 : Un traité pour la paix (adaptation pour la télévision de Peacemakers)
- 2012 : The Crash of Flight 810 (série télévisée Engraved on a Nation)
- 2014 : Les 18 Fugitives (The Wanted 18)

## Prix et récompenses

### Prix
- Prix Génie pour le documentaire Westray, sur la catastrophe de la mine Westray

### Nominations
- Academy Award du meilleur film documentaire pour Going the Distance